# Agrarisme
L'agrarisme és una ideologia, o més aviat un conjunt d'ideologies i moviments socials rurals presents a l'Europa dels segles XIX i principis del XX, però amb continuïtat ininterrompuda fins a l'actualitat. El seu objectiu general era la defensa dels interessos agraris i de les poblacions rurals. Per analogia, el terme podria designar també, més tard i en altres llocs, moviments socials o polítics d'orientació agrària.

## Inicis i història
L'agrarisme o ruralisme sorgeix com a reacció dels grups camperols enfront de les supervivències del feudalisme, però també front a les mesures d'inspiració liberal dels estats europeus del segle xix. Podem entreveure els inicis de l’agrarisme des del començament del segle xix, a partir d'una creixent valorització del món rural i amb punts de partida a vegades contradictoris. El moviment agrarista està fermament vinculat a tot l'impuls transformador de les tècniques i els conreus, vinculat a les noves perspectives de l'agronomia científica, al cooperativisme i als esforços de difusió d'una nova cultura agrària entre la població pagesa; però alhora també té un vessant romàntic conservador, contraposant als canvis despersonalitzadors de la modernitat i que en els Països Catalans es manifesta a través del carlisme, el pairalisme, el folklorisme ruralista, l'associacionisme catòlic i altres tendències semblants. Evidentment, tot i seguir uns patrons comuns, l'agrarisme decimonònic és molt divers i es concreta amb moviments socials i polítics de signe diferent, segons el moment i la contrada.
El procés industrialitzador i les mesures de l'estat liberal varen tenir conseqüències importants, però les societats rurals europees semblaven arribar a un cert punt d’equilibri a la segona meitat del segle xix. L'accés a la propietat de banda de la població pagesa, la introducció de noves rotacions, les millores en la fertilització i en les eines i màquines, varen contribuir a un notable increment de la productivitat. La gran crisi agrària que es va viure entre 1873 i 1895 va tenir un gran impacte arreu dels països occidentals i va contribuir a una nova definició de les polítiques agràries (extensió agrària, finançament de l'agricultura, proteccionisme...).
És en aquest context que es produeix l'avanç del moviment agrarista. Durant la dècada de 1880, els resultats van ser molt modestos, els estats només van proposar una acumulació gradual de petits augments dels drets de duana, particularment en el context de les renegociacions dels acords bilaterals que preocupaven els agraris. Des del primer congrés europeu d’agricultura del 1889, que permet una major consciència, es poden notar pressions més fortes dels moviments agraris. Els debats eren tanmateix molt tècnics, entorn dels acords comercials i les condicions i conseqüències de la modernització de l’agricultura.
El moviment agrari va provocar un interès renovat pel món rural que es va traduir en l'aparició d'una administració agrària específica i en el desenvolupament d'uns serveis agronòmics professionalitzats (amb el desenvolupament dels ensenyaments agrícoles). En paral·lel es va desenvolupar el crèdit agrari i l'associacionisme que, en l'àmbit dels Països Catalans va ser, inicialment, un associacionisme de propietaris rurals, però que a principis del segle XX es va veure alterat per l'emergència del cooperativisme i el sindicalisme agrari.

## Agraristes europeus i nord-americans als seglesxviiiixix
L’agrarisme es va desenvolupar als Estats Units a mitjan segle xviii, a partir de la lectura de filòsofs europeus i també del que la gent veia a partir de l'experiència nord-americana. Partia de la idea d'una democràcia basada en la virtut dels petits agricultors independents, cridats, pel seu treball i moderació, a convertir-se en els benefactors de la comunitat nacional. Grans apòstols d'aquesta doctrina van ser Jefferson, Andrew Jackson i John Taylor.
Els teòrics d’Europa de l’Est inclouen persones com Pyotr Stolypin (1862-1911) i Aleksandr Txaiànov (1888–1939) a Rússia; Adolph Wagner (1835–1917), Karl Oldenberg a Alemanya, [14] i Bolesław Limanowski (1835–1935) a Polònia.
A Rússia, els intel·lectuals "populistes" (Narodnaya Volia) i posteriorment el Partit Social Revolucionari van desenvolupar una base teòrica per a un moviment camperol, construint una rica i ben desenvolupada ideologia humanista que va influir a Europa de l'Est, especialment als Balcans. Mai no va aconseguir la visibilitat internacional que el socialisme va assolir entre els treballadors urbans.

## L'agrarisme del segle XX
Durant la Primera Guerra Mundial, es va parlar d'un ruralisme com una concessió governativa de compensació als soldats pagesos que havien lluitat pel seu país. El ruralisme es va veure clarament condicionat per la presència d'una important població pagesa. No és casual que, sobretot a Europa, els partits agraris tinguessin una forta difusió fins a la dècada de 1930/1940 (com per exemple, el Partit dels Pagesos (Irlanda) o la Lliga dels Camperols de Baviera). Per tant, els partits agraris són difícils de situar ideològicament. Sovint han representat l'oposició als partits obrers en els països de l'Europa central i oriental (per exemple, el Partit Rural Croat) com a defensors de la propietat privada. En altres casos, però, (Partit Agrari de Rússia) van néixer com a derivacions dels partits comunistes al poder, que volien consolidar la seva presència entre les masses pageses. El ruralisme també està sovint lligat a la inspiració religiosa (per exemple, el Partit Popular Polonès), i a partir d’aquest se'n dedueixen molts de valors (per exemple, la protecció de la família tradicional). El ruralisme té molts punts de contacte també amb partits populistes i amb regionalistes i autonomistes. El ruralisme d'inspiració nacional-socialista a Alemanya, en la controvèrsia antiurbana i anticapitalista, era la base d’un racisme biològic: l’agricultura i el món rural haurien d’haver esdevingut un lloc i un mitjà escaients per a una renovació racial i biològica del poble alemany, amb el camperol com a custodi i reproductor ideal.
A partir de la dècada de 1980, molts de partits agraris van passar a formar part de partits conservadors (el Centre Nacional per als Independents i Camperols, es va fusionar a la UMP francesa i després a la UDI) o socialistes, o van canviar de nom (la Unió Agrícola de Finlàndia, ara partit de centre; el partit agrícola noruec ara és el partit central), sovint prenent posicions moderades i centristes. També hi ha partits agraris que s'han apropat a posicions ecologistes (per exemple, el Partit Agrari Ambiental d'Albània o la Unió de Camperols i els Verds de Lituània)